# Andrea Maria Erba
Andrea Maria Erba (Biassono, 1º gennaio 1930 – Velletri, 21 maggio 2016) è stato un vescovo cattolico italiano.

## Biografia
Nasce a Biassono, in provincia di Monza e della Brianza ed arcidiocesi di Milano, il 1º gennaio 1930.

### Formazione e ministero sacerdotale
Nell'ottobre 1942 entra nella scuola apostolica dei Barnabiti di Cremona, dal 1944 continua gli studi nel collegio San Francesco di Lodi; l'anno seguente torna a Cremona.
Il 15 e 23 giugno 1947 presenta le domande per entrare nella congregazione barnabita; il 21 luglio seguente viene accolto e destinato alla chiesa di Santa Maria al Carrobiolo a Monza, dove il 7 settembre riceve l'abito religioso. L'8 settembre 1948 emette la professione semplice dei voti.
Dopo aver frequentato il collegio San Paolo di Firenze, viene inviato allo studentato teologico di Roma per proseguire gli studi.
Riceve la prima tonsura il 22 novembre 1953 e gli ordini minori il 16 gennaio ed il 3 aprile 1954. Il 7 ottobre del medesimo anno emette la professione solenne dei voti; è ordinato suddiacono il 30 ottobre 1955, diacono il 17 dicembre seguente e presbitero il 17 marzo 1956, per i Chierici regolari di San Paolo, dall'arcivescovo Carlo Confalonieri (poi cardinale).
Dopo l'ordinazione è vicemaestro nello studentato di Roma. Nel 1961 è trasferito nel collegio "alla Querce" di Firenze, nel 1962 è a Lodi come vicemaestro e collaboratore. Nel 1965 è preposto al collegio dei Santi Barnaba e Paolo a Milano. Nel 1967 ritorna a Roma come cancelliere generale allo studentato teologico e docente alla Pontificia università urbaniana. Nel 1971 viene eletto assistente generale e nel 1976 è anche procuratore generale (mantiene gli incarichi fino al 1982). Dal 1975 al 1980 è anche preposto e maestro dello studentato. Nel 1982 è nominato parroco della chiesa dei Santi Biagio e Carlo ai Catinari.

### Ministero episcopale
Il 19 dicembre 1988 papa Giovanni Paolo II lo nomina vescovo di Velletri-Segni; succede a Martino Gomiero, precedentemente nominato vescovo di Adria-Rovigo. Il 6 gennaio 1989 riceve l'ordinazione episcopale, nella basilica di san Pietro in Vaticano, per imposizione delle mani dello stesso pontefice, co-consacranti gli arcivescovi Edward Idris Cassidy e José Tomás Sánchez (entrambi poi cardinali). Il 22 gennaio successivo prende possesso della diocesi.
Il 24 aprile 2005, durante la messa per l'inizio del ministero petrino, presta obbedienza a papa Benedetto XVI, il quale era cardinale vescovo titolare della sede suburbicaria di Velletri-Segni.
Il 28 gennaio 2006 lo stesso papa accoglie la sua rinuncia per raggiunti limiti d'età; gli succede Vincenzo Apicella, fino ad allora vescovo ausiliare di Roma. Si ritira presso la curia generalizia dei barnabiti a Roma.
Muore a Velletri il 21 maggio 2016 all'età di 86 anni; dopo le esequie, celebrate il 24 maggio dal cardinale Francis Arinze, viene sepolto nella cattedrale di San Clemente.

## Genealogia episcopale
La genealogia episcopale è:
- Cardinale Scipione Rebiba
- Cardinale Giulio Antonio Santori
- Cardinale Girolamo Bernerio, O.P.
- Arcivescovo Galeazzo Sanvitale
- Cardinale Ludovico Ludovisi
- Cardinale Luigi Caetani
- Cardinale Ulderico Carpegna
- Cardinale Paluzzo Paluzzi Altieri degli Albertoni
- Papa Benedetto XIII
- Papa Benedetto XIV
- Papa Clemente XIII
- Cardinale Enrico Benedetto Stuart
- Papa Leone XII
- Cardinale Chiarissimo Falconieri Mellini
- Cardinale Camillo Di Pietro
- Cardinale Mieczysław Halka Ledóchowski
- Cardinale Jan Maurycy Paweł Puzyna de Kosielsko
- Arcivescovo Józef Bilczewski
- Arcivescovo Bolesław Twardowski
- Arcivescovo Eugeniusz Baziak
- Papa Giovanni Paolo II
- Vescovo Andrea Maria Erba, B.